# Perisphincter gracilicornis
Perisphincter gracilicornis là một loài tò vò trong họ Ichneumonidae.